# Elko Borko
Gabrijel "Elko" Borko, slovenski ginekolog in porodničar, * 14. november 1934.
Elko Borko je dolgoletni predstojnik Klinike za ginekologijo UKC Maribor. Bil je profesor na medicinskih fakultetah v Ljubljani in Mariboru. V letu 2008 mu je Univerza v Mariboru podelila naziv zaslužni profesor.
Ukvarja se tudi z zgodovino medicine na Slovenskem.

## Odlikovanja in nagrade
Leta 2000 je prejel častni znak svobode Republike Slovenije z naslednjo utemeljitvijo: »za dolgoletno nesebično in požrtvovalno zdravniško delo«.